# Theerathon Bunmathan
Theerathon Bunmathan (nacido el 6 de febrero de 1990) es un futbolista tailandés que se desempeña como defensa en el Buriram United FC de la Liga de Tailandia.
Theerathon Bunmathan jugó 62 veces y marcó 6 goles para la selección de fútbol de Tailandia.

## Trayectoria

### Clubes
| Club                         | País      | Año         |
| ---------------------------- | --------- | ----------- |
| Raj Pracha FC                | Tailandia | 2008        |
| Buriram United FC            | Tailandia | 2009 - 2016 |
| Muangthong United FC         | Tailandia | 2016 - 2019 |
| Vissel Kobe (cedido)         | Japón     | 2018        |
| Yokohama F. Marinos (cedido) | Japón     | 2019        |
| Yokohama F. Marinos          | Japón     | 2020 - 2021 |

### Selección nacional
| Selección | País      | Año    |
| --------- | --------- | ------ |
| Absoluta  | Tailandia | 2010 - |

## Estadística de carrera

### Selección nacional
| Selección de fútbol de Tailandia | Selección de fútbol de Tailandia | Selección de fútbol de Tailandia |
| Año                              | Part.                            | Goles                            |
| -------------------------------- | -------------------------------- | -------------------------------- |
| 2010                             | 3                                | 0                                |
| 2011                             | 1                                | 0                                |
| 2012                             | 7                                | 1                                |
| 2013                             | 3                                | 0                                |
| 2014                             | 0                                | 0                                |
| 2015                             | 11                               | 3                                |
| 2016                             | 16                               | 1                                |
| 2017                             | 6                                | 0                                |
| 2018                             | 3                                | 0                                |
| 2019                             | 3                                | 0                                |
| Total                            | 53                               | 5                                |